# Magnesiumsulfat
Magnesiumsulfat, MgSO4, är ett vattenfritt, färglöst, hygroskopiskt och vattenlösligt oorganiskt salt som består av grundämnena magnesium, svavel och syre.  Det har många användningsområden. Trivialnamet Epsomsalt (kallas även engelskt salt eller bittersalt) avser magnesiumsulfat med fullt upptag av kristallvatten, MgSO4·7H2O, och är därför inte längre hygroskopiskt. Epsomsalt innehåller teoretiskt 48,84 % magnesiumsulfat men halten kan variera i kommersiella preparat. Exempelvis håller kemikalieföretaget Mercks torkad magnesiumsulfat enligt DAB 7 (DAB= Deutsches Arzneibuch) cirka 70% MgSO4.

## Historia
Saltet framställdes första gången 1694 ur mineralkällorna i den engelska kurorten Epsom. Källorna upptäcktes av en lantbrukare 1618, som lade märke till att trots den rådande torkan vägrade hästarna att dricka vattnet från källan. När vattnet undersöktes, fann man att det innehöll det bittert smakande ämnet magnesiumsulfat. Epsom blev sedan en populär kurort; bland dess mest kända besökare märks Samuel Pepys och Nell Gwyn.
I Bergwerks lexicon anger Sven Rinman att basen (metallkatjonen enligt modernt språkbruk) i engelskt bittersalt är den ”hvita jorden” (oxid enligt modernt språkbruk)  magnesia alba officinalis och inte kalk (kalcium).
I Sverige har man i varphögarna vid Sala silvergruva funnit ett vitt pulver, som vid undersökning visat sig innehålla upp till 65 % magnesiumsulfat.
I den gamla farmakopén förekom en rad olika benämningar på magnesiumsulfat:
- Magnesia vitriolata' (Vitriololja = koncentrerad svavelsyra.)
- Magnesi sulfa
- Sal amarus epsomensis (sal = salt, amarus = bitter)
- Sal catharticus amarus
- Sal catharticum anglicum
- Sal sedlicense (Salt från Sedlitz)
- Sulfas magnesicus

Däremot innehöll farmakopens Seidlitzpulver inte magnesiumsulfat utan det var seignettesalt och natriumvätekarbonat i blått papper samt vinsyra i vitt papper. Vid användning löstes kemikalierna i vatten varefter lösningarna blandades och dracks upp.

## Förekomst

Innehåll av olika joner i 1 kg havsvatten

Havsvatten innehåller naturligt katjoner och anjoner av lösta salter. Bland katjonerna har natrium den högsta halten och därefter kommer magnesium och sen kalcium. Bland anjonerna har klorid den högsta halten och därefter kommer sulfat och sen bromid. Dessa förhållanden gäller både när halterna räknas i gram per kg som när koncentrationen räknas i mol per liter. Det kan synas som att havsvatten till mesta delen innehåller löst natriumklorid (vanligt salt) och därefter löst magnesiumsulfat. Syntetiskt havsvatten kan dock beredas utan tillsats av magnesiumsulfat genom att magnesiumklorid får stå för magnesiuminnehållet. Det koksalt (natriumklorid) som primärt utvinnes genom indunstning av havsvatten i saliner innehåller alltid en del magnesiumsulfat.   
Förutom de engelska  mineralkällorna med magnesiumsulfat finns sådana i Sedlitz (ibland stavat Seidlitz) och Seidschüz i norra Böhmen (Tjeckien).
Magnesiumsulfat förekommer i form av de kristallvattenhaltiga mineralen kieserit och epsonit i kalisaltfyndigheter i Tyskland. Epsomit förekommer även i vissa saltsjöar samt som vittringsprodukt vid vissa malmfyndigheter.

### Magnesiumsulfat med kristallvatten
Brinnande kolgruveavfall har skapat vattenfritt magnesiumsulfat. På grund av den mänskliga påverkan räknas ämnet inte som ett giltigt mineral. Se nedanstående tabell för övriga ämnen med magnesiumsulfat som också innehåller kristallvatten. 
| Formel        | Namn, om kemikalie                          | Namn, om mineral |
| ------------- | ------------------------------------------- | ---------------- |
| MgSO4 • H2O   | magnesiumsulfat-monohydrat                  | kieserit         |
| MgSO4 • 2H2O  | magnesiumsulfat-dihydrat                    | sanderit         |
| MgSO4 • 4H2O  | magnesiumsulfat-tetrahydrat                 | cranswickit      |
| MgSO4 • 4H2O  | magnesiumsulfat-tetrahydrat                 | starkeyit        |
| MgSO4 • 5H2O  | magnesiumsulfat-pentahydrat                 | pentahydrit      |
| MgSO4 • 6H2O  | magnesiumsulfat-hexahydrat                  | hexahydrit       |
| MgSO4 • 7H2O  | magnesiumsulfat-heptahydrat eller epsomsalt | epsomit          |
| MgSO4 • 11H2O | magnesiumsulfat-undekahydrat                | meridianiit      |

Ovanstående mineral utom kieserite och epsomit är ovanliga mineral. Det finns några mineral som utöver markant andel magnesium, sulfat och vatten har snarlik sammansättning, som exempel caminite Mg7(SO4)5(OH)4•H2O och alpersite (Mg,Cu)SO4•7H2O

## Utvinning och framställning
Epsomsalt utvinnes vanligtvis från naturfyndigheter. Vattenfritt magnesiumsulfat framställs genom att torka epsomsalt eller andra hydrater. 
Magnesiumsulfat kan framställas genom att magnesium, magnesiumkarbonat, magnesiumhydroxid eller magnesiumoxid får reagera med svavelsyralösning enligt någon av följande reaktioner:
- {\displaystyle {\mathsf {Mg+H_{2}SO_{4}\ {\xrightarrow {\ }}\ MgSO_{4}+H_{2}}}}
- {\displaystyle {\mathsf {MgCO_{3}+H_{2}SO_{4}\ {\xrightarrow {\ }}\ MgSO_{4}+CO_{2}\uparrow +H_{2}O}}}
- {\displaystyle {\mathsf {MgO+H_{2}SO_{4}\ {\xrightarrow {\ }}\ MgSO_{4}+H_{2}O}}}
- {\displaystyle {\mathsf {Mg(OH)_{2}+H_{2}SO_{4}\ {\xrightarrow {\ }}\ MgSO_{4}+2H_{2}O}}}

varefter reaktionslösningen indunstas och produkten vid behov torkas.

## Egenskaper
Magnesiumsulfat finns i havsvatten och är ett ämne som orsakar stor dämpning av ljudvågor i havsvatten, mer än en tiopotens i frekvensområdet 0,1-300 kHz. Borsyra har ännu större dämpning men i ett något mindre frekvensområde (0,1–2 kHz). Vanligt salt (natriumklorid) dämpar inte ljud alls.
Vid en liten tillsats av magnesiumsulfat i vatten minskar volymen. Volymminskning sker upp till salthalt cirka drygt 1 % och först efter drygt 2 % blir lösningens volym större än den ursprungliga vattenvolymen. Värdena gäller vattenfritt magnesiumsulfat och konstant mängd vatten. Volymminskningen beror på starka attraktionskrafter inom lösningen.
I mättad magnesiumsulfat-vattenlösning är den stabila fasta fasen heptahydrat mellan minus 2 och plus 52 °C, hexahydrat 52-73 °C och monohydrat från 73 till åtminstone 194 °C. Den högsta halten i mättad lösning är cirka 38 % vid 73 °C vilket motsvarar en löslighet av 613 g MgSO4 per 1000 g H2O. Vid högre temperatur minskar saltets löslighet.

## Användning
- Används för att bota magnesiumbrist hos människan (indikation muskelkramper)
- Motverka magnesiumbrist hos odlade växter
- Akut behandling av svår astma hos barn[14]
- Kramplösande behandling vid eklampsi[15]
- Hjärnskyddande behandling som ges innan födsel av ett prematurt barn[16]
- Laxermedel (bittervatten, en kolsyrad[källa behövs] 16 — 17-procentig vattenlösning)
- Fram till 1920-talet intravenöst som bedövningsmedel
- Magnesiumsulfat är hygroskopiskt och används därför som torkmedel vid organisk syntes
- Godkänd livsmedeltillsats med nr E 515; används som konsistensgivare[källa behövs] för bordssalt
- Används som densitetshöjande medel i floatingtankar, 600 l vatten och 375 kg epsomsalt
- Natriumreducerat (innehåller även kaliumklorid) mineralsalt till matlagning har en tillstats på ca 10% magnesiumsulfat
- Badsalt exempelvis till fotbad som anses lindra muskelstelhet och smärtor samt ha mjukgörande egenskaper för huden.

## Medicinska biverkningar vid förtäring
- I höga doser kan magnesiumsulfat ge andnings- och hjärtstillestånd
- Långvarigt bruk kan nedsätta aptiten

## Miljö
Magnesiumsulfat anses inte belasta miljön.